# Erônides de Carvalho
Eronildes Ferreira de Carvalho (Canhoba, 25 de abril de 1895 – Rio de Janeiro, 19 de março de 1969) foi um médico e político brasileiro.
Filho de Antônio Ferreira de Carvalho e Balbina Mendonça de Carvalho.
Foi governador de Sergipe de 1935 até 1937.